# Netherlands Maritime Special Operations Forces
Die Netherlands Maritime Special Operations Forces oder kurz NLMARSOF beziehungsweise NL MARSOF, sind eine Spezialeinheit der Korps Mariniers. Die Einheit wurde am 8. Juli 2013 aufgestellt. Dabei wurden die drei Spezialeinheiten UIM, Kikvorsmannen und Mountainleaders in dieser neuen Einheit vereint.
Aufgestellt ist die Einheit in ein T-Squadron, welches für Training verantwortlich ist, ein M-Squadron, welche die Aufgaben der UIM übernommen hat und vor allem im Inländischen Antiterrorkampf eingesetzt wird. Als letztes gibt es noch das C-Squadron, welche die Kikvorsmannen und die Mountainleaders aufgenommen hat und vor allem im Ausland eingesetzt wird.
Rekrutiert werden ausschließlich aktive Infaterimarinesoldaten. Die Aspiranten stellen sich anfangs einer Auswahlwoche mit anschließender einjähriger Ausbildung. Sie werden dann in das M-Squadron versetzt und können erst danach bei Interesse in das C-Squadron versetzt werden.